# Răpirea lui Schirmer
Sergentul de poliție din Nebraska Herbert Schirmer a pretins că a fost răpit de extratereștri la 3 decembrie 1967, în timp ce se afla în Ashland, Nebraska. Acest incident a fost unul dintre cazurile investigate în cadrul Raportului Condon. El a zburat la Boulder, Colorado și a fost examinat sub hipnoză de către psihologul Dr. Ronald Sprinkle de la Universitatea din Wyoming la 13 februarie 1968.

## Istoric
Sub hipnoză el a relatat că a văzut un obiect alb și încețoșat care a ieșit din ceea ce el a confundat la început cu un camion, din cauza lumini intermitente de culoare roșie. Obiectul alb a comunicat mental cu el, împiedicându-l să-și folosească arma. După hipnoză Schirmer a spus că ființele din vehicul erau prietenoase, că aveau baze pe planeta Venus și că au luat energie din liniile de curent electric.
Concluzia Comisiei a fost că "Evaluarea testelor psihologice, lipsa oricărei dovezi precum și interviurile cu polițistul, au făcut ca membrii proiectului să creadă că această experiență nu a fost reală." Totuși Ronald Sprinkle a crezut ceea ce a spus Schirmer și că povestea sa nu a fost inventată în mod conștient.
Se crede că evenimentele descrise de Schirmer au fost, de fapt, rezultatul paraliziei în timpul somnului. Schirmer a descris extratereștrii pe care i-a întâlnit ca fiind ființe reptiliene sau reptiloizi. Când Sprinkle l-a întrebat pe Schirmer dacă extratereștrii au făcut teste asupra acestuia, Schirmer a confirmat faptul că a fost sondat anal. După o colonoscopie completă, n-a fost găsită nicio dovadă a acestui lucru. Un al doilea studiu, de asemenea, nu a reușit să găsească nicio dovadă în acest sens. 
Acest caz este descris în cartea Gods Demons and Space Chariots scrisă de Eric Norman.